# Juana Zayas
Juana Zayas (* 25. Dezember 1940 in Havanna) ist eine kubanische Pianistin.

## Leben
Zayas wurde in Havanna geboren und zeigte früh musikalische Begabung. Schon mit zwei Jahren spielte sie Klavierstücke nach Gehör, mit fünf konnte sie bereits vom Blatt lesen und Werke von Beethoven und Händel spielen. Mit elf Jahren schloss sie das Peyrellade-Konservatorium in Havanna mit der Goldmedaille ab. Anschließend studierte sie am Conservatoire National Supérieur de Musique in Paris, wo sie den ersten Preis in Klavier und Kammermusik gewann. Zayas unterbrach ihre Konzertkarriere, um zu heiraten und drei Söhne großzuziehen. Später entschied sie sich, ihre Laufbahn wieder aufzunehmen. 1977 debütierte sie in der Alice Tully Hall in New York City. In diesem Konzert spielte sie alle 24 Etüden von Frédéric Chopin.
Ihre 1983er-Aufnahme der Chopin-Etüden gilt als eine Referenzaufnahme dieses Werkes.

## Diskographie
- Frédéric Chopin: Etudes (Spectrum), 1983[4]
- More Chopin by Zayas (Music & Arts), 1997
- A Treasury Of Cuban Piano Classics (Music & Arts), 2000